# Los saltadores franceses de Maine
Los saltadores franceses de Maine fueron un grupo de leñadores del siglo XIX que presentaban un raro trastorno de origen desconocido. El síndrome implica un reflejo de sobresalto exagerado que puede describirse como un "salto" incontrolable. Las personas con esta afección pueden presentar movimientos bruscos en todas las partes del cuerpo. El síndrome de los franceses saltadores comparte algunos síntomas con otros trastornos de sobresalto.

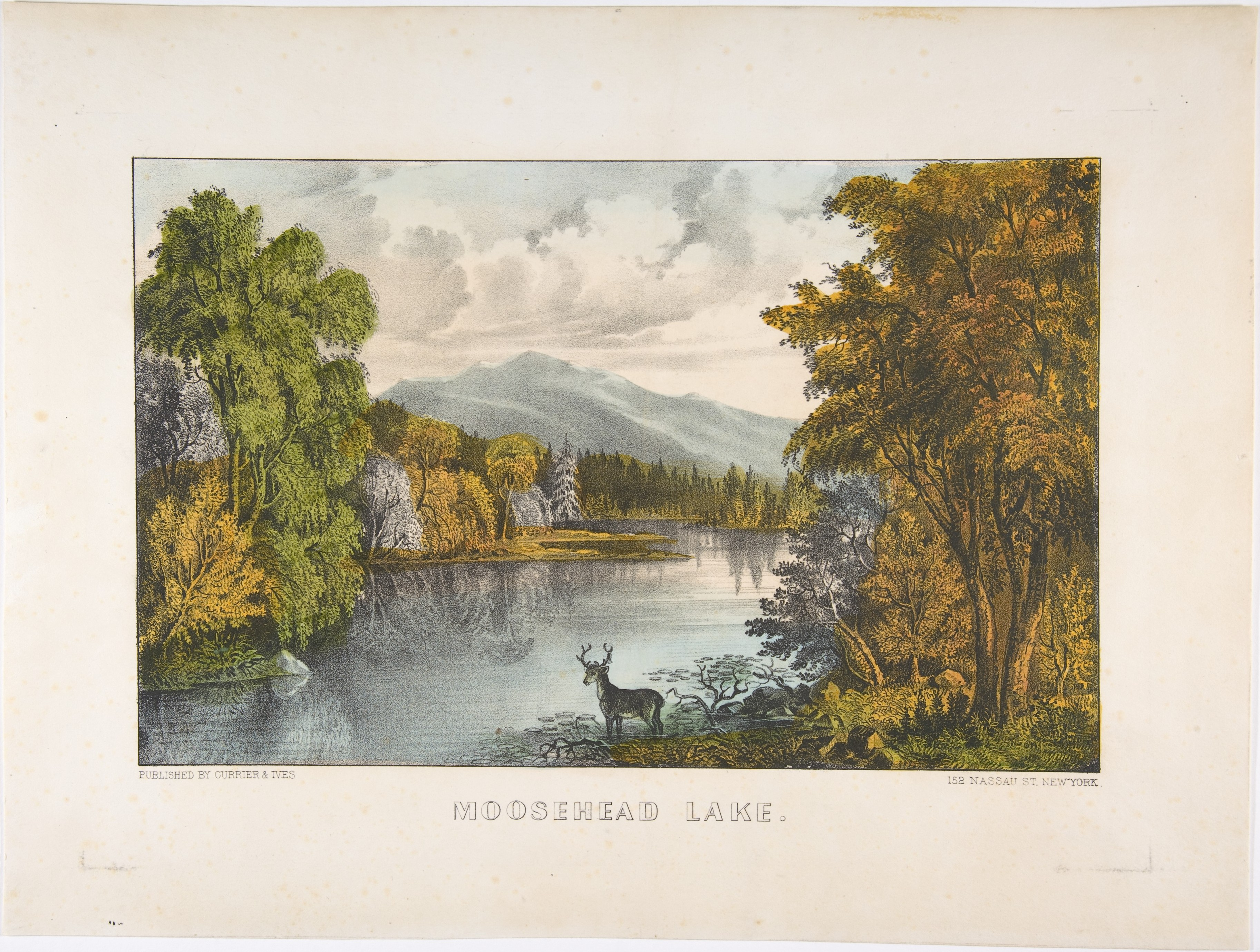
Retrato del lago Moosehead, Donde se encontró el Síndrome.

Los individuos con esta afección se encontraron por primera vez en la región del lago ``Moosehead`` en Maine y fueron descritos por primera vez por George Miller Beard en 1878.

## Signos y síntomas
George Miller Beard registró individuos que obedecían cualquier orden dada repentinamente, incluso si eso significaba golpear a un ser querido; los Saltadores Franceses  parecían reaccionar anormalmente a estímulos repentinos. Los síntomas más comunes y menos intensos consistieron en saltar, gritar y golpear. Estos individuos exhibieron arranques escandalosos y muchos se describieron como cosquillosos y tímidos. Otros casos incluyeron ecolalia (repetición de vocalizaciones hechas por otra persona) y ecopraxia (repetición de movimientos hechos por otra persona).

## Causas
Puede ser un síndrome cultural, una enfermedad psicógena masiva o un hábito adquirido. Estos "saltadores" franceses vivían en una región muy remota y la mayoría eran leñadores. Este tipo de pequeña comunidad permitiría que la mayoría se adaptara a este tipo de reacción. Además, los casos en que muchos son tímidos pueden implicar que el "saltador" se vio reforzado positivamente por la atención repentina como entretenimiento para un grupo.
En 1885, Georges Gilles de la Tourette incluyó el síndrome de los franceses saltadores en la tipología de la "enfermedad de tics convulsivos";  estudios de la afección en la década de 1980 pusieron en duda si el fenómeno era de hecho una condición física similar al síndrome de Tourette. La documentación de la observación directa de los "franceses saltadores" ha sido escasa, y aunque varios investigadores registraron pruebas en vídeo que mostraban que la condición era real, MH y JM Saint-Hilaire concluyeron, a partir del estudio de ocho personas afectadas, que era provocada por las condiciones de sus campamentos madereros y que era psicológica, no neurológica.

## Diagnóstico diferencial
El síndrome del saltador francés de Maine debe distinguirse de otros trastornos que implican el reflejo de sobresalto o tics.
El síndrome de Tourette se caracteriza por múltiples tics físicos (motores) y al menos un tic vocal (fónico). Existen muchas superposiciones cuando se comparan clínicamente, pero la respuesta anormal de "salto" siempre es provocada, a diferencia de los tics involuntarios del síndrome de Tourette.
- Latah es un trastorno que se presenta en el sudeste asiático y en el que la respuesta de sobresalto es similar a un estado de trance con habla o movimientos repetitivos.
- Meryachenie es un trastorno que se encuentra en Siberia y que también presenta una acción similar a "saltar".
- La neurastenia es un trastorno que se caracteriza por una respuesta de sobresalto durante períodos de gran fatiga.
- La hiperlexia es una enfermedad neurológica autosómica dominante poco frecuente. Los síntomas comienzan en la infancia con hipertonía, una tensión muscular anormal que disminuye la flexibilidad, y un sobresalto exagerado en todas las edades de la vida.[6]